# Hendrik Brouwer
Hendri(c)k Brouwer (circa 18 juli 1581, Republiek der Verenigde Nederlanden – 7 augustus 1643, Chiloé, Chili), was een Nederlands ontdekkingsreiziger, opperhoofd in Hirado, bewindhebber van de Vereenigde Oostindische Compagnie (VOC) en gouverneur-generaal van alle VOC-bezittingen van de Kaap de Goede Hoop tot in Japan. 

## Biografie
Over de jeugd van Hendrik Brouwer is weinig bekend. Waarschijnlijk bezocht hij Spanje en Portugal, in dienst van een Amsterdamse koopman. Op 26 april 1606 vertrok hij naar Indië, als secretaris van de scheepsraad (ook wel brede raad genoemd) van de vloot van Paulus van Caerden. Brouwer was aan boord van het vlaggenschip, de Banda. De vloot van Van Caerden, met in totaal negen schepen, moest onder meer proberen de Portugezen uit Mozambique te verdrijven en bij hun hoofdkwartier in Goa hun schepen te kapen. In haar begintijd, in de Tachtigjarige Oorlog, had de VOC deels tot taak de Spanjaarden en Portugezen in hun handelsrijk in Azië te bestrijden en hen deze bron van inkomsten te ontnemen. De vloot van Van Caerden was in deze 'exploicten' niet erg succesvol. In januari 1608 arriveerde de vloot in Bantam, destijds de onofficiële verzamelplek voor de schepen van de VOC in Azië, en voer daarna door naar de Molukken, waar het Spaanse fort op het eiland Makian werd veroverd. Brouwer keerde in januari 1610 met de Banda weer terug naar de Republiek.
Al op 28 december van datzelfde jaar vertrok hij als commandeur van een eskader van drie schepen, de Rode Leeuw met Pijlen, de Gouda en de Ter Veer, opnieuw naar Indië. Tot deze reis volgden schepen altijd de route die men van de Portugezen afgekeken had, namelijk vanaf de kust van Afrika via Mauritius en Ceylon naar Bantam. Brouwer koos er voor om vanaf Kaap de Goede Hoop de intertropische convergentiezone te vermijden en zuidwaarts te zeilen tot de 'Roaring Forties', waar een groot deel van het jaar sterke westenwinden waaien, daarna tussen de 35e en 40e graad oostwaarts te zeilen om vervolgens pas ter hoogte van de Straat Soenda bij Java noordwaarts te sturen. De reisduur naar Indië verkortte daardoor van soms meer dan een jaar naar vijf tot zes maanden. De tijdwinst betekende een belangrijke kostenbesparing, evenals een grote vermindering van het aantal gevallen van scheurbuik onder de bemanning. De VOC stelde deze route in 1617 verplicht. De vaarroute werd sindsdien de Brouwerroute genoemd. Het vaststellen van de lengtegraad was echter moeilijk en soms landden de zeevaarders op de kust van Australië of leden schipbreuk op de riffen van de Houtman Abrolhos voor de kust van Australië.

In augustus 1611 kwam Brouwer weer in Bantam aan. Vandaar voer hij langs de noordkust van Java en bezocht plaatselijke vorsten om hen te bewegen zich aan de monopoliecontracten van de VOC voor handel in specerijen uit de Molukken en Banda te houden. In oktober was hij in Jacatra, waar het jaar tevoren een contract over te kopen grond was gesloten. Toen hij er vertrok had hij er volgens zijn brief aan de Heren XVII 'een claere baen ofte gebaende wegh gelaeten in't geene daer te doene was, de possessie van de plaetse nemende daer ons huys gesteld sal worden'. Daarna bezocht Brouwer gouverneur-generaal Pieter Both in de Molukken. Hij bracht hem de wensen van de Heren XVII over en overhandigde een brief van hen. Both was niet zo blij om instructies te krijgen, en in plaats van Brouwer in de Raad van Indië toe te laten benoemde hij hem tot opperhoofd van de factorij Hirado, als opvolger van Jacques Specx.

Japans schip (met omgekeerde VOC-vlag)

## Brouwer in Japan
Via Ambon, Banda, Makassar en weer de noordkust van Java voer Brouwer, nog steeds op de Rode Leeuw met Pijlen, en nu in de rang van opperkoopman, naar Japan. Hij had een brief van prins Maurits bij zich en een lading specerijen en Kamerijks linnen om te ruilen tegen zilver. Onderweg in Soerabaya deed hij de vorst een kanon kado waar deze al vaak om gevraagd had en dat de Portugezen hem niet wilden geven. In augustus 1612 kwam hij aan in Hirado. De Compagnie had er de beschikking over een stuk grond waarop 22 woningen en een groot pakhuis stonden. Op 13 februari nam hij er de leiding over van Specx. Hij maakte de gebruikelijke hofreis naar Edo om de shogun Tokugawa Ieyasu te bezoeken. Hij gaf hem de brief van prins Maurits en een van Pieter Both, beide in het Spaans vertaald, en er werden geschenken uitgewisseld.
Voor de zijdehandel tussen China en Japan zou volgens Brouwer een factorij op Formosa moeten worden opgericht. Het Fort Zeelandia (Formosa) is pas in 1624 gerealiseerd. Brouwer werkte ook mee aan de handelsbetrekkingen met Ayutthaya in het kader van de inter-Aziatische handel. Het sappanhout en de hertenvellen uit Siam waren in Japan uitermate geliefd. Ondertussen hadden William Adams en Jan Joosten van Lodensteyn vanuit Uraga een handel op Siam en Tonquin opgezet. Brouwer wees een verhuizing naar de basis van Adams, in de baai van Edo, af.
In augustus 1614 werd Brouwer weer vervangen door Specx, die door Both voor nog vier jaar was aangenomen omdat hij volgens hem 'aldaer bovenmaten is bemint', en Brouwer maar matig. Bovendien had Brouwer Both laten weten 'dat hij preciselijck op sijnen tijdt verlost wil wesen'. Brouwer en Specx verschilden erg van inzicht wat betreft de handel in Japan en konden het niet goed met elkaar vinden. Toen Brouwer vertrok nam hij achtenzestig ingehuurde Japanners mee, waarvoor hij toestemming had gekregen van de shogun. Al in 1612 had hij met de Rode Leeuw met Pijlen en de Hazewind Japanners naar Batavia gestuurd, die vervolgens met Pieter Both meevochten tegen de Spanjaarden op Tidore. Veertien ambachtslieden, zeelieden om een snelle Japanse bark te bemannen en een aantal samoerai. Both had om 300 gevraagd, maar daar was geen ruimte voor op de twee schepen, de Rode Leeuw met Pijlen en de Hazewind. Wel had men de gedemonteerde bark aan boord. Het rekruteren van samoerai was een idee van opperkoopman Jan Pieterszoon Coen, die hen, zoals hij in 1614 in zijn Discoers schreef, onder meer wilde inzetten bij het verdedigen van forten en bij aanvallen op de Spaanse en Portugese machtscentra Manilla en Macau. Veel samoerai waren in Japan werkloos geworden na het einde van de Japanse burgeroorlogen in de Sengokuperiode en waren op zoek naar nieuwe werkgevers. De praktijk viel echter tegen. Uiteindelijk zouden er niet meer dan enkele honderden samoerai gerecruteerd worden. Ze werden beschouwd als erg dapper maar moeilijk te disciplineren. Bovendien werd het in 1621 verboden door de shogun, volgens Specx omdat hij bang was dat Japan betrokken zou worden bij buitenlandse conflicten.

## Bewindhebber

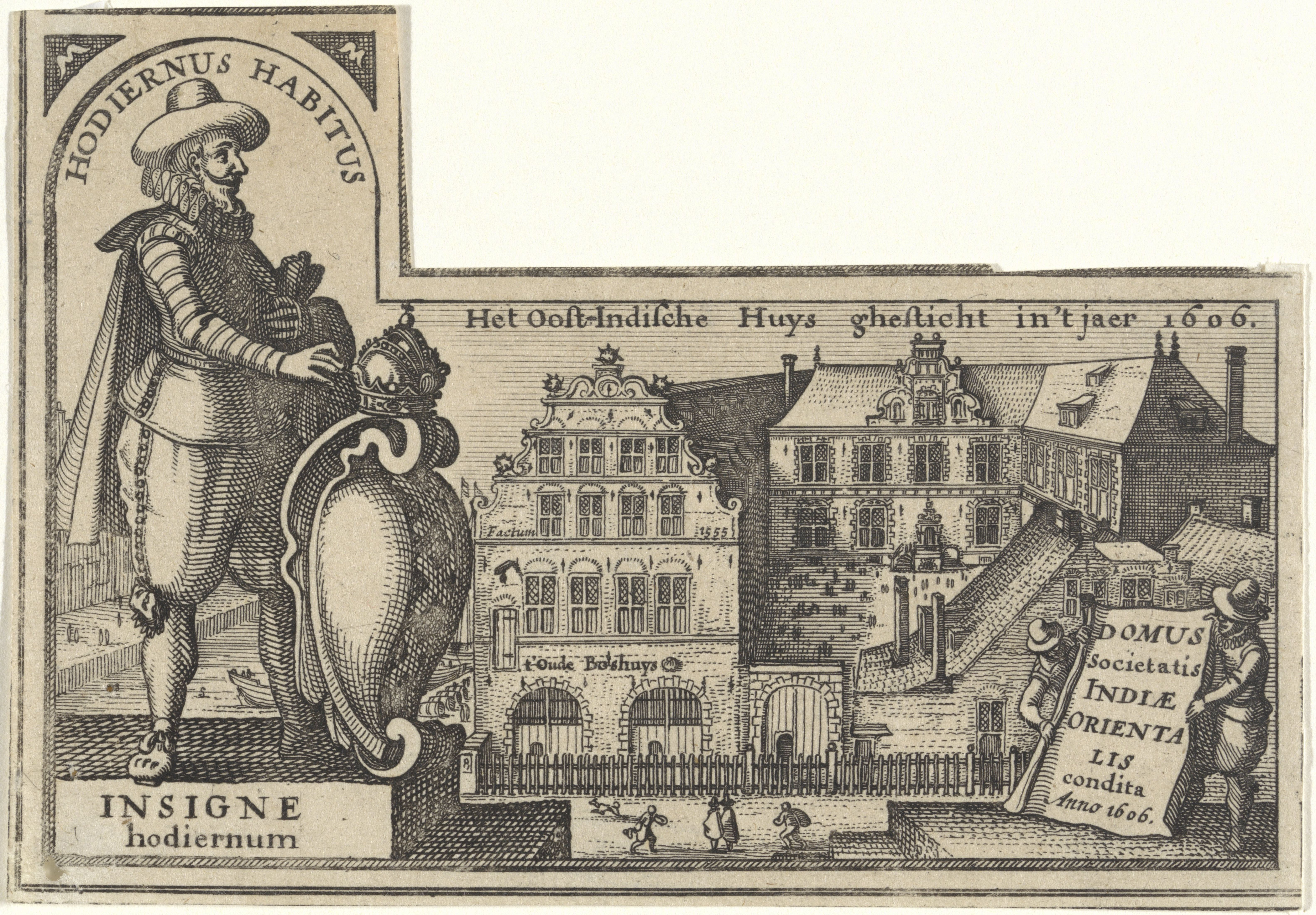
Het Oost-Indisch Huis in Amsterdam.

In 1615 keerde Brouwer terug naar Amsterdam en kreeg een post als bewindhebber van de VOC-kamer Amsterdam, een functie waarin hij goed gebruik kon maken van zijn praktijkervaring in Indië. Vanaf oktober 1617 werd hij regelmatig afgevaardigd naar de vergaderingen van de Heren XVII. Hij trouwde dat jaar met de 28-jarige Agniete Pelser. Haar broer Nicolaes was ook koopman bij de VOC. Van december 1621 tot februari 1623 maakte Brouwer deel uit van het gezantschap van de Staten-Generaal naar Londen, om geschilpunten tussen Engeland en de Republiek te bespreken. Dit betrof met name Engelse klachten over het verdringen door de VOC van de Engelse Oost-Indische Compagnie uit de handel op de specerijeilanden en het hardhandig optreden van gouverneur-generaal Jan Pieterszoon Coen, zodat enkele VOC-bewindhebbers aan het gezantschap waren toegevoegd. Toen de Koning Jacobus en de Engelse onderhandelaars dezen na felle discussies maanden tot meer eerbied en bescheidenheid omdat ze geen staatslieden maar kooplieden waren benadrukte de Nederlandse delegatie dat zij wel degelijk staatslieden waren. In januari 1623 werd een verdrag gesloten dat een einde moest maken aan de geschillen. Coen zelf, voor wie Brouwer veel respect had, kwam eind dat jaar in Nederland terug, en presenteerde zijn 'Vertoog' aan de Heren XVII: een geheel nieuwe visie op het winstgevend maken van de Compagnie. Hij stelde voor de inter-Aziatische handel voortaan, onder allerlei voorwaarden, over te laten aan vrijburgers die uit Nederland zouden moeten emigreren, en de rol van de VOC in Azië te beperken tot regulering en het heffen van tollen en belastingen. De vrijburgers zouden hun eigen nederzettingen verdedigen tegen indringers, zoals de Portugezen deden, wat de VOC de hoge vaste lasten van de vele forten en garnizoenen zou besparen. De anonieme kritische opmerkingen geschreven in de marge van het Vertoog (de 'Tegenwerpinge') door iemand die niets zag in deze plannen, en die er mede toe geleid hebben dat Coens visie niet ten uitvoer is gebracht, waren waarschijnlijk afkomstig van Brouwer.
Brouwers laatste handeling als bewindhebber was zijn deelname namens de Heren XVII aan een overleg van de Staten-Generaal in februari 1632 over de hardnekkige handelsgeschillen tussen de VOC en de Engelse Compagnie. In 1632 werd gouverneur-generaal Specx teruggeroepen naar Nederland. Men vroeg in eerste instantie Pieter de Carpentier om voor de tweede keer het roer over te nemen, maar die bedankte. Op 11 maart werd toen Brouwer met unanimiteit van stemmen verkozen. Na een aarzeling stemde hij toe, maar slechts voor drie jaar, en onder dezelfde voorwaarden die Coen had bedongen. Bovendien wilde hij de titel 'Bewinthebber in de Camer van Amsterdam' behouden en daarin terugkeren als 'supernumerair' lid wanneer hij terug kwam uit Indië, zij het zonder bezoldiging totdat een formele plek vrij kwam.

## Gouverneur-generaal

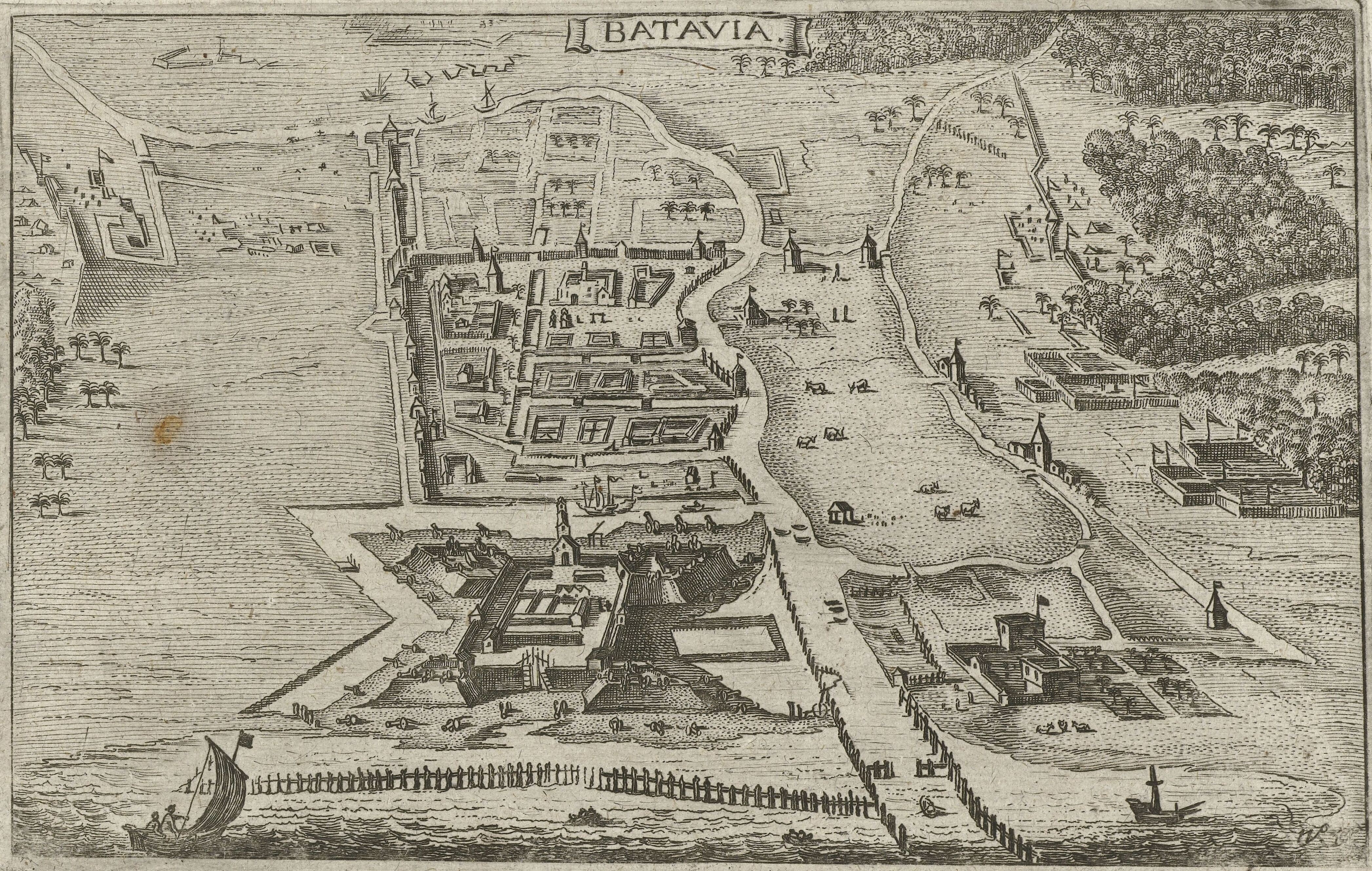
Batavia rond 1630.

Op 12 april vertrok Brouwer met vijf schepen vanaf Texel. Op 5 september kwamen ze in Batavia aan. De volgende dag al nam hij met vele 'sollemniteijten' het bestuur over van Specx. In december bracht zijn vrouw Agnieta een doodgeboren kind ter wereld, dat de eerste persoon was die begraven werd in de nieuwe stadskerk, vlak bij het stadhuis. Vanaf juli 1633 werd hij terzijde gestaan door de uit Nederland teruggekeerde Anthonie van Diemen, die weer directeur-generaal werd, zoals hij dat ook onder Specx en Coen was geweest. Hij was toen ook al Brouwers beoogde opvolger.
In zijn korte bestuursperiode bevorderde Brouwer overal de handel en de politieke belangen van de Compagnie. In 1633 begonnen de blokkades van het Portugese Malakka, dat in 1641 veroverd zou worden. In april stuurde hij een vloot van 18 schepen naar China om de kust te zuiveren van zeerovers. Ook gaf hij opdracht tot de vergeldingsactie die zou leiden tot een massamoord op de bewoners van het eiland Lamey voor de kust van Formosa, het huidige Taiwan.
In Siam liet hij weer een kantoor oprichten, en verleende hulp aan de koning tegen zijn opstandige vazal, de koningin van Patani. Hij stuurde een gezantschap met geschenken (onder meer een Perzisch paard) naar de vorst van Bali met een voorstel voor een bondgenootschap tegen de gemeenschappelijke vijand Mataram. De vorst ging toch liever niet in op het voorstel maar de missie leverde waardevolle antropologische kennis over Bali op.
Brouwer hechtte veel belang aan ontdekkingsreizen, maar kwam er in zijn bestuursperiode niet aan toe iets concreets te ondernemen. Dat viel toe aan zijn opvolger Van Diemen. Brouwer adviseerde hem om naast het zoeken naar het Zuidland ook 'Om het gout ende silverrijck eijlandt beoosten Jappan te ontdecken'.
Brouwer, zelf een sober levend mens, probeerde in Batavia het vele uiterlijk vertoon terug te dringen. Hij zorgde ervoor dat er geen goud of zilver meer gezien werd op straat, en zelfs de koetsen liet hij uit elkaar halen en in een schuur opslaan. Nederlandse vrouwen vond hij ongeschikt voor het leven in Batavia. Mannen konden beter met inheemse vrouwen trouwen. Het gevolg was dat met de retourvloot van Specx drieëntwintig echtparen vertrokken, en een jaar later nog eens vierentwintig.
Brouwer bestreed met veel ijver particuliere handel en speurde naarstig naar voorkomende fraude onder het VOC-personeel. Velen liet hij juridisch vervolgen. Volgens de Heren XVII was hij hierin te ver gegaan. Ze waren toch al wat teleurgesteld over Brouwers bestuur. Dat was vooral terug te voeren op het structurele verschil van inzicht tussen de Heren XVII, die de Compagnie zagen als handelsonderneming die gebaat was bij goede relaties met iedereen, en de Raad van Indië, die de Compagnie ook moest zien te handhaven als geopolitieke speler in het machtsspel op Java en elders. Al te grote vredelievendheid werd door de vorsten van Bantam, Mataram en Makassar opgevat als teken van zwakte, en werkte volgens Brouwer dus averechts. Toen zijn driejarig contract afliep werd hij niet gevraagd om langer aan te blijven. Van Diemen, die dat laatste overigens betreurde, nam op 1 januari 1636 het bestuur over.
Op 5 januari vertrokken Brouwer en zijn vrouw met de retourvloot van zes schepen met een lading van bijna een miljoen gulden naar de Republiek. In de Tafelbaai voegden zich meer schepen bij de vloot. Op een schip uit Suratte had zich een geval van muiterij voorgedaan. Brouwer liet acht muiters overboord gooien en een werd achtergelaten op Robbeneiland.
Bij zijn terugkeer naar Nederland vonden de Heren XVII bij nader inzien dat een hernieuwd optreden als bewindhebber strijdig was met 'het octroij, ampliatie ende naerder interpretatie van dien' van de Compagnie. Bovendien was het document waarin Brouwer zijn continuatie als bewindhebber had bedongen slechts getekend door hemzelf en de advocaat van de VOC Willem Boreel. De zaak sleepte zich enkele jaren voort, maar op 29 september 1639 werd in der minne geschikt en verliet Brouwer de VOC met een gouden handdruk van 24.000 gulden en een goede getuigenis.

## Expeditie naar Chili

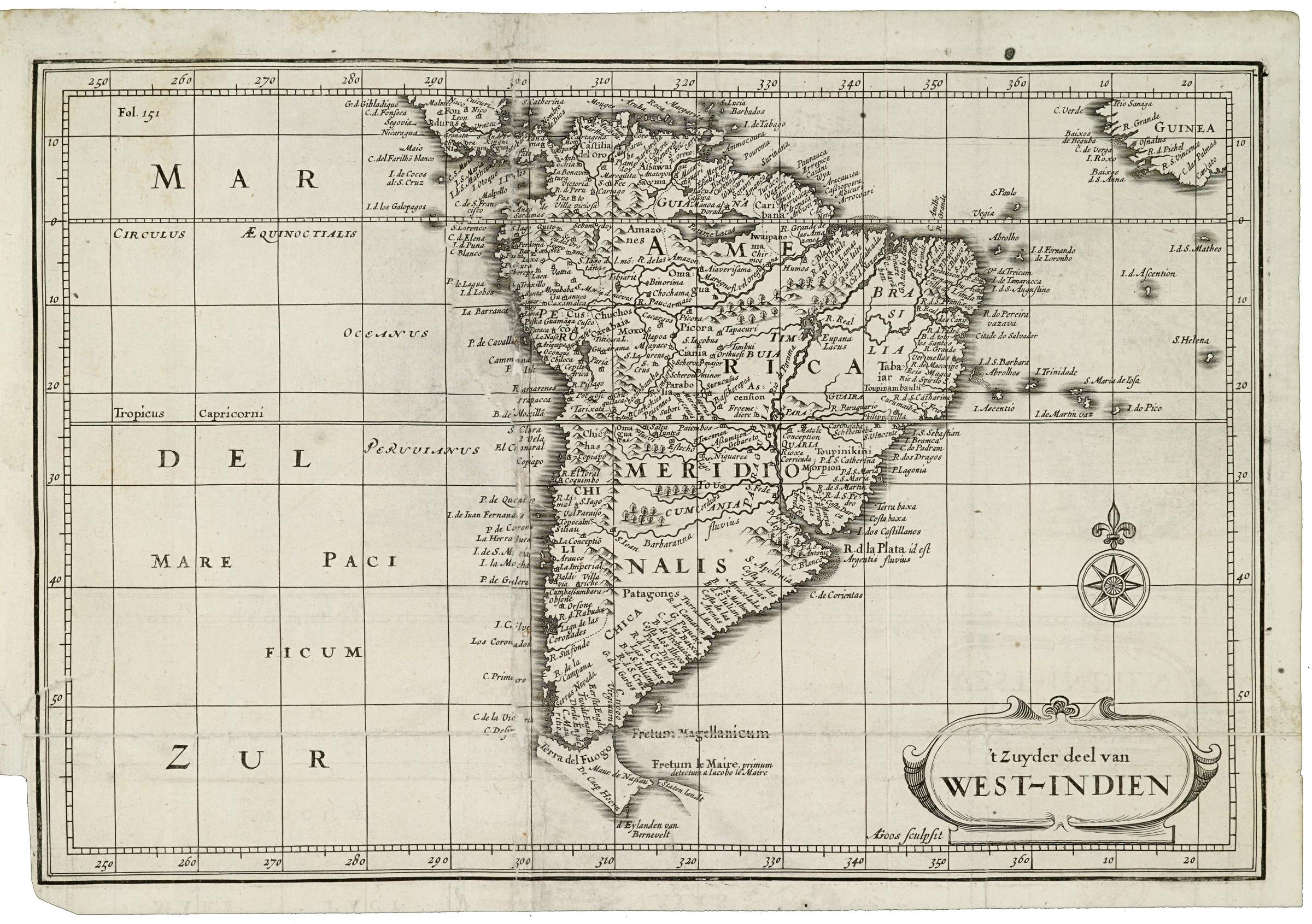
Kaart van Zuid-Amerika uit 1624.

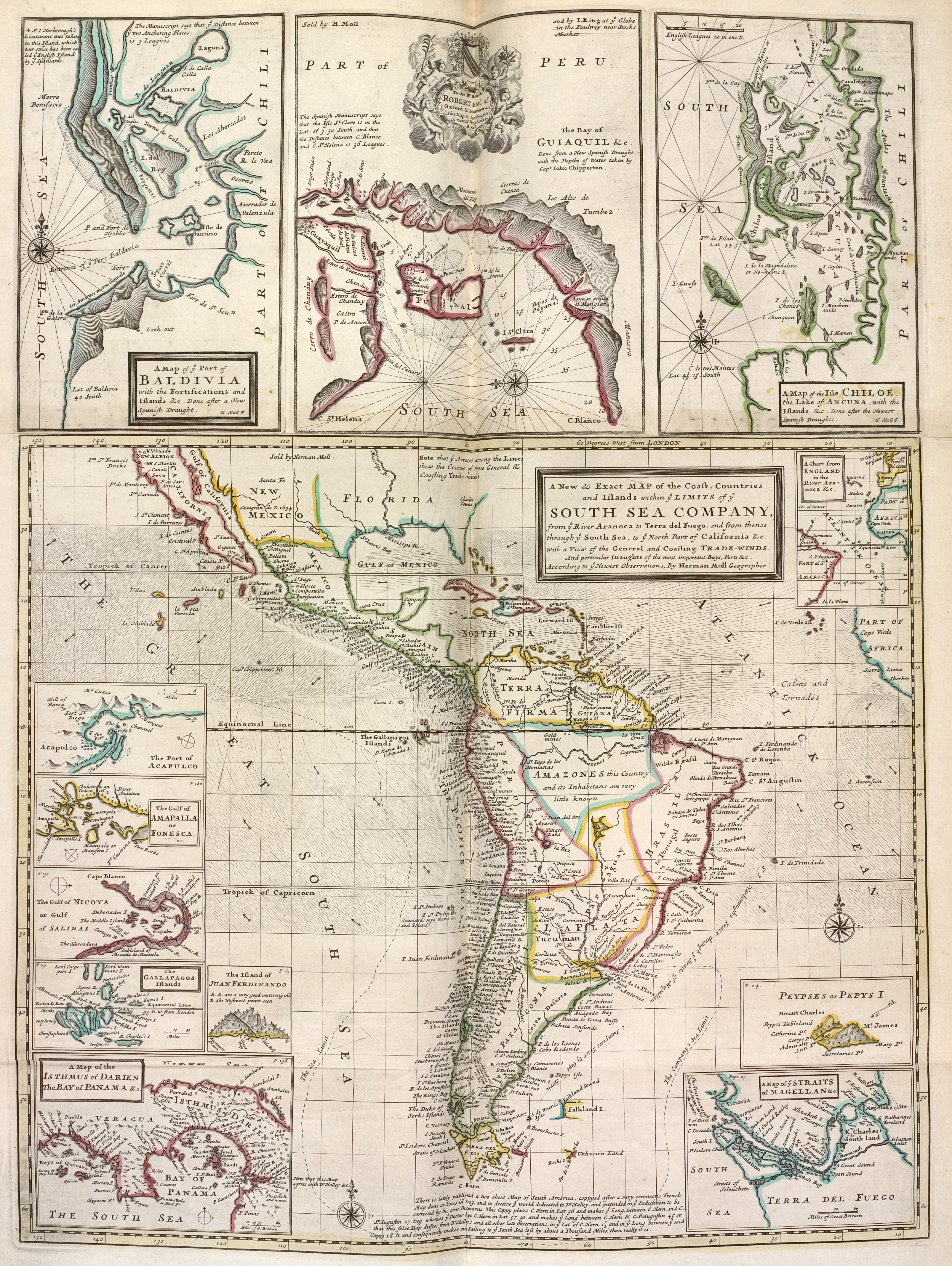
Kaart uit 1736, met onder andere Chiloé en Brouwershaven, en Valdivia (Baldivia) op ongeveer 40° ZB.

In 1642 werd Brouwer door de West-Indische Compagnie gevraagd om bij hen bewindhebber te worden. De WIC had in 1621 van de Staten-Generaal het gebied ten westen van de Kaap de Goede Hoop tot aan de oostkust van Nieuw-Guinea als octrooigebied gekregen. Vooral bestreed zij de Spanjaarden in Amerika. In september 1642 kreeg de WIC toestemming voor een geheime missie naar Chili. Van een gevangen genomen Spanjaard die daar gouverneur was geweest was men te weten gekomen dat de bewoners, de 'Chilesen', 'industrieus' waren en voor hun vrijheid streden. Men hoopte daarom een alliantie met hen te kunnen sluiten om de Spanjaarden te verdrijven. Om te beginnen uit de havenplaats Castro op het eiland Chiloé voor de kust, waarna men zich zou kunnen vestigen in Valdivia op het vasteland. Het doel was het verwerven van edelmetaal in ruil voor koopwaar en wapens, en eventueel het Zuidland te ontdekken, dat gedacht werd een gunstig klimaat te bezitten. Een vergelijkbaar plan van de VOC, die dankzij Tasmans reis van 1642 voorbij Nieuw-Zeeland 'een passagie om inde Suytsee te comen' had gevonden, en meende dat 'vry wat groots met de Chilesen zou cunnen worden verricht', werd kort daarna door de Staten-Generaal afgekeurd omdat het buiten haar octrooigebied viel. De WIC wilde graag dat Brouwer de expeditie ging leiden. Na het met zijn vrouw en kinderen besproken te hebben stemde hij toe. Zijn titel werd: 'Directeur-generael vande negotie ende handelinge van Chilij ende de ontdeckinge vander Zuijderlanden inde limitten vant octroij gelegen'. Vanwege het geheime karakter van de expeditie werd hij voor de buitenwacht benoemd in de raad van Brazilië in Pernambuco onder gouverneur Johan Maurits van Nassau. Zijn bezoldiging liet hij over aan de bewindhebbers, 'soo wanneer hij sijn commissie soude mogen hebben volbracht'. Als vice-commandeur kwam Elias Herckmans mee, de gouverneur van Paraíba, en op dat moment met verlof in Nederland.

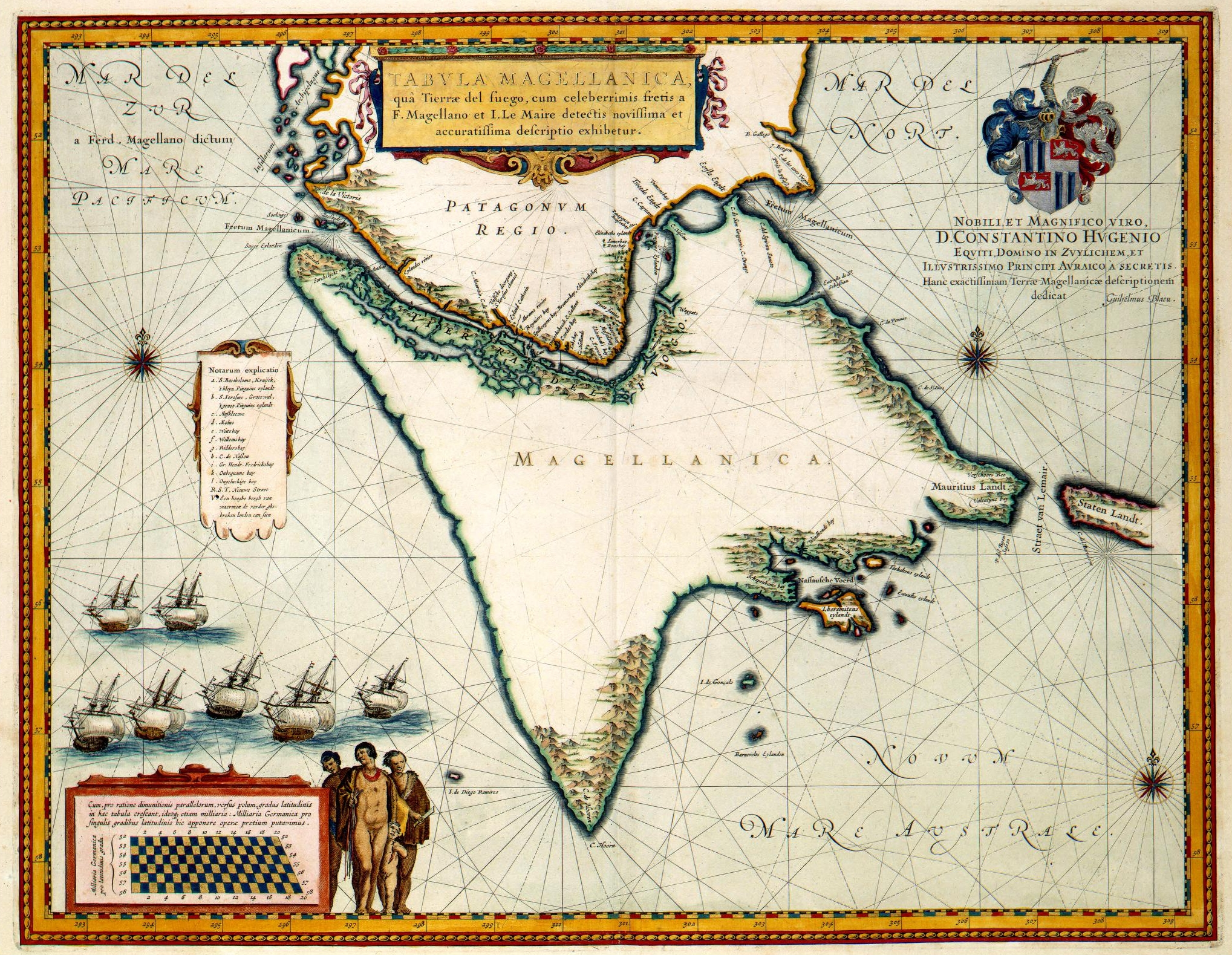
Staten Landt en Magellanica op een kaart van Willem Blaeu uit 1635.

Als commandeur van een vijftiental schepen vertrok Brouwer, inmiddels 61 jaar oud, en zelf aan boord van het schip de Amsterdam, op 7 november vanaf Texel en kwam na een stormachtige overtocht op 22 december in Pernambuco aan. Vandaar voer hij op 15 januari met vier schepen en een jacht naar het zuiden. Toen de schepen begin februari via Straat Le Maire Kaap Hoorn rondden ontdekte Brouwer dat het eerder door Le Maire en Schouten ontdekte Statenland geen onderdeel was van het Zuidland, zoals zij toen dachten. Om zekerheid te krijgen voer Brouwer er met de Amsterdam en het jacht omheen, en hernoemde het toen tot Stateneiland (het huidige Isla de los Estados). Enkele varkentjes werden er uitgezet, die het koude klimaat konden overleven en voor nakomelingen zorgen die toekomstige Nederlandse schepen als voedsel zouden kunnen gebruiken. Op 30 april arriveerde men bij Chiloé. Een inham aan de noordkant van het eiland waar men aanlegde werd Brouwershaven genoemd. Iets verder werd men vanaf het vasteland met kanonschoten begroet. De nederzetting daar, Carelmapu, bleek een garnizoen van zo'n 75 Spanjaarden te hebben. Op 19 mei werd het veroverd door troepen onder majoor Blauwbeeck. Op bevel van Brouwer bracht geen van de Spanjaarden het er levend vanaf, iets waarvoor hij later bekritiseerd is. Men voer verder om het eiland heen. Toen de schepen op 6 juni bij Castro aankwamen bleek die stad door de Spanjaarden verlaten te zijn en in brand gestoken. Tevoren had men al de avond zo rood gezien 'of een gantsche stadt in brandt gestaen hadt'. De schepen trokken zich toen terug in Brouwershaven voor onderhandelingen met de plaatselijke bevolking. Tijdens die onderhandelingen kreeg Brouwer een onbekende ziekte, en na twee maanden overleed hij aan boord van de Amsterdam, op 7 augustus 1643. Omdat hij had gevraagd om in Valdivia begraven te worden werd zijn lichaam gebalsemd tot men daar aan zou komen.

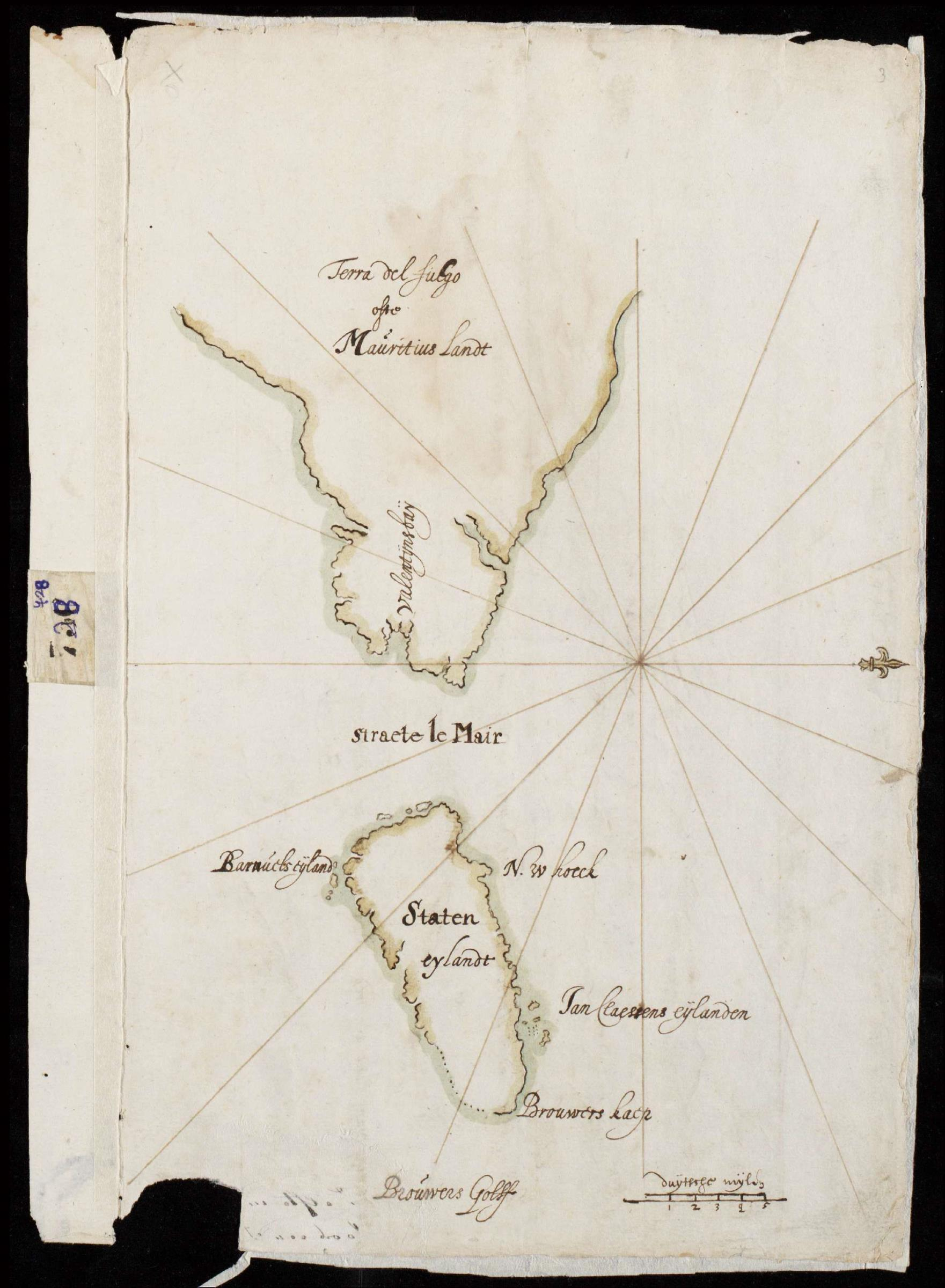
Kaart uit 1631 met Staten Eylandt, Brouwers Kaap en Brouwers Golf.

De expeditie was verder geen succes. Het bevel ging over op Herckmans. Eenmaal in Valdivia begon men aan de bouw van een fort, maar toen de plaatselijke bevolking, de Mapuche, erachter kwam dat de Nederlanders vooral geïnteresseerd waren in goud, net als de Spanjaarden, stopten ze de samenwerking en werd er geen voedsel meer geleverd. De Spanjaarden hadden vele wreedheden tegen hen begaan wanneer ze niet genoeg goud leverden, dus konden ze het woord niet meer horen. Argumenten van de Nederlanders dat ook zij 'een grouwel van sodanigen tiranniye hadden' en dat ze hen daarvan juist wilden bevrijden, en dat men het goud niet als schatting wilde maar in ruil voor handelswaar en wapens voor hun strijd tegen de Spanjaarden, konden hen niet overtuigen. De expeditie keerde 28 december terug in Pernambuco met als enig resultaat een woordenboek in de 'Chilese taal'. Het werd in 1647 samen met het verhaal over de expeditie door de historicus Casparus Barlaeus opgenomen in zijn Rerum per octennium in Brasilia, een geschiedenis van Nederlands-Brazilië onder het bestuur van Johan Maurits.